# Benita Brunnert

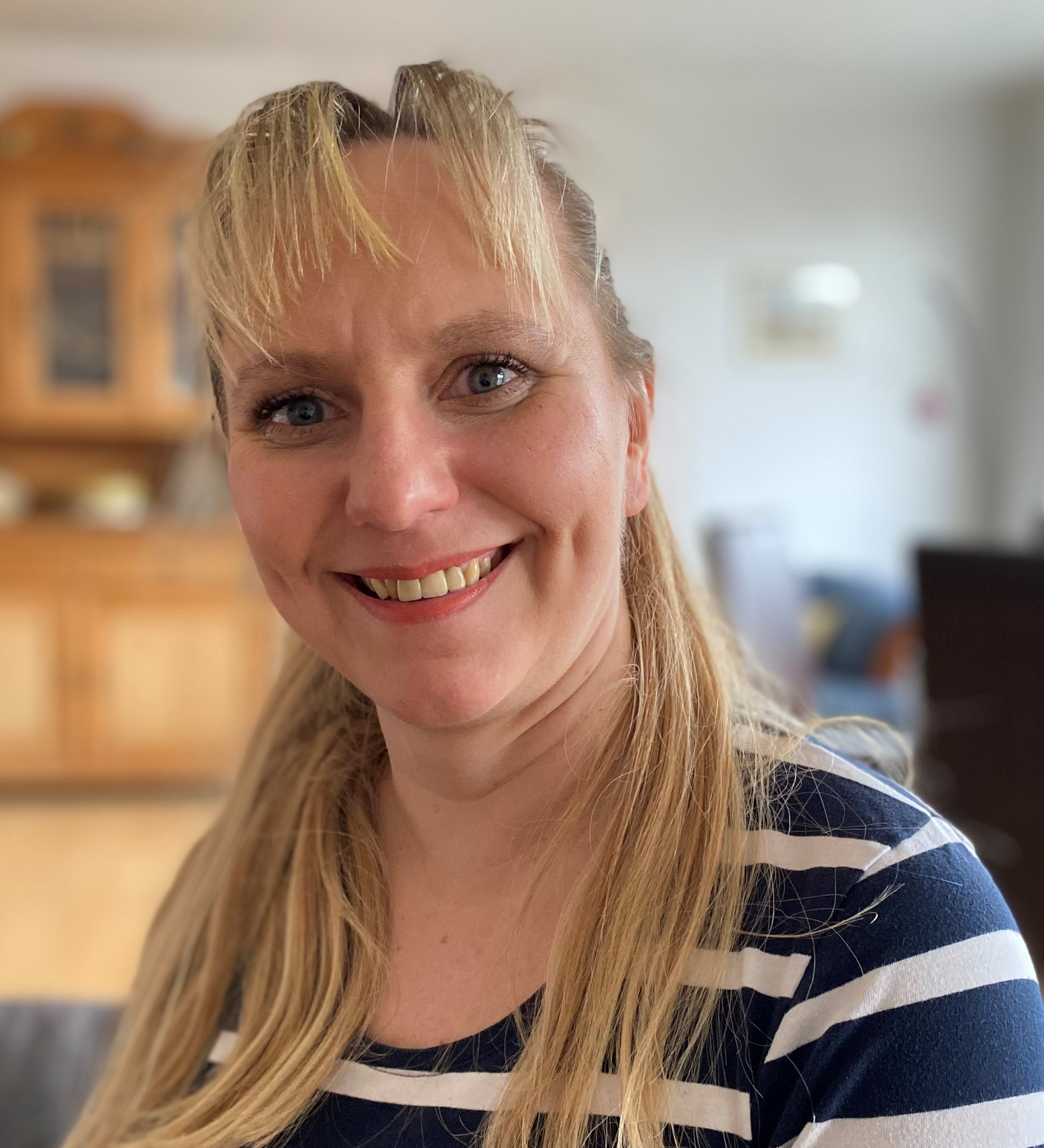
Benita Brunnert (2022)

Benita Brunnert (* 28. April 1976 in Hamburg) ist eine deutsche Schauspielerin, Moderatorin und Hörfunksprecherin.

## Leben

### Theater
Benita Brunnert sammelte erste Bühnenerfahrungen beim Norderstedter Amateur-Theater. Sie begann 1994 eine Ausbildung im Atlantik Film Kopierwerk Hamburg und erlernte den Beruf der Medienkauffrau. Von 1995 bis 1999 absolvierte sie eine private Schauspielausbildung bei Angélique Duvier. 2000 debütierte sie als Rosaura in Carlo Goldonis Diener zweier Herren am Matthias-Claudius-Theater in Hamburg. Weitere Bühnenauftritte erfolgten u. a. in Köln und Weimar, wo sie in den Jahren 2001 und 2002 die künstlerische Leitung des Weimarer Kultur Express innehatte und in verschiedenen Rollen auf der Bühne stand.
Von 2003 bis 2005 spielte Benita Brunnert auf einer Deutschlandtournee der Kammerschauspiele Endingen die Titelrolle in der Welturaufführung von Kuckuck Lustig nach Astrid Lindgren.
Ab 2005 war Benita Brunnert wiederholt in dem Einpersonenstück Tränen der Heimat des deutschen Gegenwartsdramatikers Lutz Hübner unter der Regie von Angélique Duvier zu sehen. In dem Solo Goethes Leidenschaften zeichnet sie als Autorin, Regisseurin und Darstellerin der Christiane Vulpius verantwortlich.
Benita Brunnert gehört seit 2007 zum Team der Hamburger Gassenhauer. Die Gassenhauer erzählen mit musikalischer Untermalung auf amüsante Weise die Geschichte Hamburgs in der Zeit von 1842 bis 1946 aus der Sicht zweier Dienstmädchen.
Als Regisseurin war Benita Brunnert u. a. beim Norderstedter Amateur-Theater tätig.

### Moderation
1993 absolvierte Benita Brunnert ein Redaktionspraktikum mit ersten Einsätzen als Moderatorin beim norddeutschen Lokalsender Radio Norderstedt. Es folgten Veranstaltungen wie Messen, Galas und Talkshows, auch für weitere lokale Fernsehsender war sie tätig.

### Rundfunk
In den Jahren 1997 und 1998 war Benita Brunnert als freie Mitarbeiterin bei Radio Nora tätig, seit 2012 arbeitet sie in gleicher Funktion in der Platt-Redaktion von NDR 90,3, wo sie regelmäßig die Norichten op Platt spricht und in der Sendung Wi snackt Platt zu hören ist.

### Sonstiges
Seit 2013 übersetzt Benita Brunnert für zwei Verlage Theaterstücke hochdeutscher Autoren ins Plattdeutsche. Des Weiteren gibt sie Kurse in Phonetik, Schauspiel und Moderation. Im April 2021 erschien Hanna un de Hummel, ein Sachbuch für Kinder.

## Filmografie
- 2013: Eine verhängnisvolle Nacht

## Veröffentlichungen
- 2021: Hanna un de Hummel, Verlag Amiguitos, Hamburg, ISBN 978-3-943079-95-1